# Manuel Ernesto da Conceição
Manuel Ernesto da Conceição (Piracicaba, São Paulo, 1850 - antes de 1935) foi um grande fazendeiro e plantador de café brasileiro, agraciado com o título de Conde de Serra Negra pela Santa Sé.
Envolveu-se ativamente na propaganda e divulgação do café paulista na Europa, gastando grande fortuna na divulgação deste produto brasileiro, destacando-se o grande estabelecimento de torrefação de café que instalou no centro de Paris, o "Café São Paulo", com diversas filiais nas províncias. Neste sentido convidou em 1900 o pintor Antonio Ferrigno a participar num projeto inédito de criação de obras de arte destinadas a servir de propaganda a um produto comercial brasileiro, encomendando-lhe doze quadros retratando a sua Fazenda Victória e os processos de cultivo e produção do café, para decorarem os seus stands nas exposições internacionais em que participava, de modo a que os visitantes pudessem saber de onde provinha a bebida das xícaras que estavam tomando. Em 1909 foi-lhe concedida pelo governo francês a comenda de Chevalier du Mérite Agricole, em recompensa dos serviços prestados à divulgação do café brasileiro.

## Genealogia
Era filho de Francisco José da Conceição, Barão de Serra Negra e de Gertrudes Eufrosina da Rocha; neto paterno de Antônio José da Conceição e de Rita Morato de Carvalho e neto materno do capitão Manuel da Rocha Garcia e de Ana Joaquina do Amaral Rocha.
Casou em 1893 com Maria Justina de Sousa Resende, filha de Pedro Ribeiro de Sousa Resende, Barão de Valença e de Justina Emerich, deixando descendência.
Em 1997, o advogado botucatuense Armando Moraes Delmanto publicou no número 6 da revista Peabiru o artigo "O legendário Lawrence da Arábia - Um Brasileiro Nascido na Cuesta de Botucatu", no qual defende a hipótese do Conde de Serra Negra ser o pai biológico de T. E. Lawrence, popularizado como Lawrence da Arábia.

## Propaganda do café paulista na Europa
O Conde de Serra Negra interessou-se ativamente pela propaganda e divulgação do café paulista na Europa, tendo gasto grande fortuna na divulgação deste produto brasileiro, sustentando por dezesseis anos, um grande estabelecimento de torrefação de café no centro de Paris, o "Café São Paulo", com diversas filiais nas províncias. Também na Alemanha abriu cafés para a venda direta da bebida produzida em São Paulo.

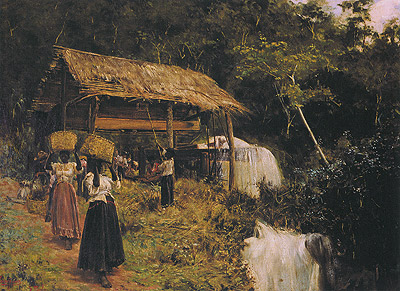
Monjolo, Fazenda Victória - Quadro de Antonio Ferrigno encomendado pelo Conde de Serra Negra

Em 1900, ao notar que se iniciava uma crise na cafeicultura devido à superprodução, teve a ideia de fazer uma campanha de propaganda do café brasileiro na Europa, convidando para a sua Fazenda Victória o pintor salernitano Antonio Ferrigno, conhecido como o pintor do café por ter retratado as fazendas dos orgulhosos proprietários que as queriam fixar. Por volta de 1900 encomendou ao pintor um total de doze telas representando o cultivo do café e a vida e costumes do interior paulista, num projeto inédito de criação de obras de arte destinadas a servir de propaganda a um produto comercial brasileiro. As pinturas foram apresentadas na Exposição Universal de 1900 em Paris, e depois em diversas capitais europeias, em exposições para divulgação do café paulista. Tudo isto contribuiu para que, nas exposições do café feitas na Europa, o café do Conde de Serra Negra ganhasse os mais altos prémios. Com o retorno dos condes de Serra Negra ao Brasil, voltaram também os quadros de Ferrigno, alguns dos quais permanecem ainda hoje na família.
Em 1902 abriu em Paris uma casa comercial, mais tarde chamada "Café São Paulo", sendo considerado o mais importante de quantos se abriram na Europa para comerciar e difundir o café brasileiro. o Café localizava-se no faubourg de Montmartre, n. 43, dali saindo diariamente milhares de quilos de café para serem distribuídos naquela capital e demais províncias. Decorava esta loja de exportação uma tela de Antonio Ferrigno, encomendada por Manuel Ernesto da Conceição, representando a sua fazenda Bom Jardim, para mostrar aos potenciais clientes de onde provinha o café.
Em abril de 1908 mandou construir na Exposição Internacional de Alimentação e Higiene, realizada nos Jardins das Tulherias, um artístico pavilhão onde foram expostos produtos relacionados ao Brasil, especialmente café e mate, que incluía a distribuição gratuita dessas bebidas, tendo-lhe sido atribuído pelo júri da Exposição uma medalha de ouro.

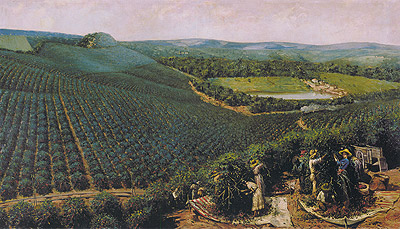
Fazenda Victória, dos Condes de Serra Negra, quadro de Antonio Ferrigno.

Em setembro de 1909, a revista ilustrada parisiense La Vie Heureuse, no seu número nove, tratando da Exposição de Nancy, teceu grandes elogios à secção do “café São Paulo”, montado por Manuel Ernesto da Conceição, num artigo ilustrado com os retratos do Conde e Condessa de Serra Nova, assim como a vista dos cafezais da importante propriedade agrícola que possuía em Botucatu.
A Condessa de Serra Negra participava ativamente na luta contra a crise do café. Apesar de ser mãe de nove filhos, foi ela quem levou o café de São Paulo para as grandes exposições do café realizadas nas capitais europeias, em Paris, Londres e Gant, encarregando-se pessoalmente da distribuição aos visitantes milhares de xícaras de café paulista. Em todas estas exposições levava as obras de Ferrigno para decorar o seu estande e ensinar aos visitantes de onde vinha o café que estavam tomando. Mulher culta e inteligente, após voltar da Europa manteve a postura ativa escrevendo regularmente artigos para O Estado de S. Paulo.
Estas campanhas terminariam somente com a Primeira Guerra Mundial, em  1914, quando o café que estava no porto do Havre foi requisitado pelo governo francês, obrigando a família a voltar para o Brasil pouco depois. Os prejuízos dessa campanha foram enormes, abalando a fortuna da família, sem que o conde se tivesse, no entanto, arrependido, pois acreditava que uma propaganda inteligente, levada a cabo no exterior, salvaria o Brasil da crise do café. Nesse sentido, aconselhava a montagem de boas casas de torrefação e estabelecimentos de venda de café em xícaras, e que se ensinasse os estrangeiros a beber o café puro, sem misturas de chicórias e outras farinhas torradas. Nessa época, entre os europeus, era costume aproveitar o pó já usado, o "marco", colocando apenas uma pequena quantidade de café fresco. Para o conde, todos esses subterfúgios resultavam na superprodução, que poderia ser combatida se todos tomassem café puro.

## Propriedades e legado póstumo
Foi grande produtor  de café, possuindo quinze  propriedades nos estados do Rio de Janeiro e de São Paulo, com  dois milhões de  pés de café, sendo considerado um dos mais ricos produtores de café paulistas.

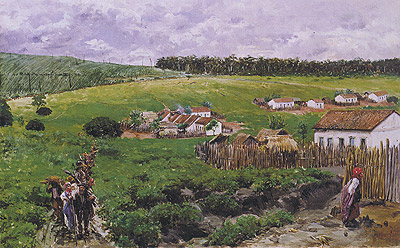
Colonos indo ao trabalho, Fazenda Victória - Quadro de Antonio Ferrigno.

Em fins do século XIX adquiriu a fazenda Villa Victória, em Botucatu, hoje conhecida como 'Fazenda do Conde de Serra Negra', com uma extensão de 1 093 alqueires, contendo 60 000 cafeeiros, vinte e quatro alqueires de cana-de-açúcar, dois mil pés de eucalipto, cem casas de colono em tijolo e cobertas de telha, casa da sede, pomar, eletricidade própria, maquinaria de beneficiar café e arroz, engenho de moer cana e outras benfeitorias.
Em 1910 Manuel Ernesto da Conceição produzia na sua fazenda de Villa Victoria 300 000 pés de café. A mesma quantidade de produção na propriedade foi registrada em 1935, ano em que já havia falecido, estando a propriedade na posse da Condessa de Serra Negra e seus filhos. Após a morte do Conde de Serra Negra, metade da Fazenda ficou para a viúva e, a outra metade foi dividida entre seus sete filhos, que foram vendendo suas partes para várias pessoas ocorrendo um retalhamento da fazenda. A maior parte dela, após passar por diversos proprietários, pertence hoje à Usina São Manuel.
Em 1908 a fazenda produzia 435 000 pés de café. Nessa data a produção total das fazendas na posse da família Conceição no município de Botucatu ascendia aos 1 380 000 pés, em terras que compreendiam as atuais fazendas Lajeado, Edgardia, Belém da Vala e várias outras, menores, na faixa serrana de terra roxa.
Em outubro de 1912 existia naquela fazenda a Banda Villa Victoria, regida pelo professor Andrelino Vieira. Segundo as palavras d'O Botucatuense, em artigo da época, “Essa magnifica banda musical, que se acha competentemente uniformizada, é composta exclusivamente de elementos da importante fazenda Villa Victoria, do sr. Manoel Ernesto da Conceição”.
Por volta do virar do século comprou o Palacete do Barão do Rio Pardo, na alameda Ribeiro da Silva, São Paulo, que mais tarde alugou para que ali fosse instalado um internato de rapazes, o colégio Sílvio Almeida. Este internato funcionou de 1908 a 1913, data em que passou a abrigar o 4º Batalhão de Caçadores.
A avenida Conde de Serra Negra, em Botucatu, é assim nomeada em sua homenagem. Por volta de 1940 existiam também em Botucatu o clube de futebol Serra Negra F. C. e o Grupo Escolar Conde de Serra Negra.

## Obra publicada
- Valorisation du café du Brésil, Imp. F. Payen et N. Chatelain, 1907, 13 páginas
- Producção, commercio e defesa do café, Imp. P. Jouet, 1907, 12 páginas